# ASM Belfort
Association Sportive Municipale Belfortaine Football Club, kortweg ASM Belfort, is een Franse voetbalclub uit Belfort, uitkomend in de Championnat National 3. De club is opgericht in 1947 en speelt haar wedstrijden in Stade Roger-Serzian, dat plaats biedt aan 5.500 toeschouwers. Van 2002 tot 2018 was Maurice Goldman de hoofdtrainer. Onder zijn leiding promoveerde de club voor het eerst in haar geschiedenis naar de Championnat National.

## Historie

### Ontstaan (1947−1971)
De club werd opgericht in 1947 als Association Sportive des Patronages Belfortains (ASP Belfort). Tijdens de jaren 1960 waren er twee voetbalclubs uit Belfort actief in de Division d'Honneur: ASP Belfort en US Belfort. In 1971 besloot de gemeente om deze clubs te laten fuseren tot het huidige ASM Belfort. 

### Division d'Honneur en CFA (1971−2015)

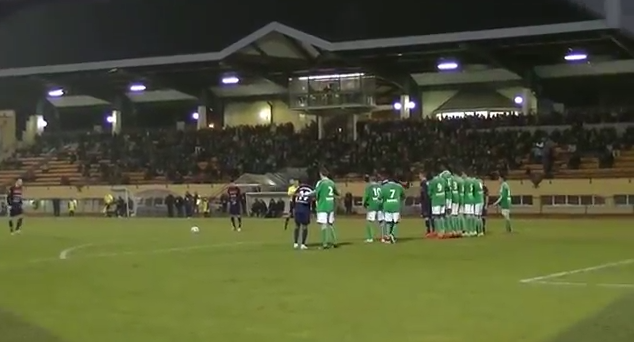
ASM Belfort speelt tegen de reserves van AS Saint-Étienne op 28 maart 2015 in Stade Roger-Serzian.

De club uit Franche-Comté strikte in 2002 Maurice Goldman als hoofdtrainer van het eerste elftal. Hij loodste de club in zijn eerste seizoen naar een tweede plaats in de Division d'Honneur en via een play-off werd promotie naar de CFA 2 afgedwongen. In 2007 werd de club onafhankelijk van de algemene sportvereniging ASM Belfort (bestaande uit een voetbalsectie en ijshockeysectie). Datzelfde jaar promoveerde de club voor het eerst naar de CFA.
ASM Belfort eindigde onder leiding van Maurice Goldman op de eerste plaats in Groupe B van de CFA 2. De club wist 97 punten te bemachtigen en troefde hiermee de reserves van Troyes AC af, die op de tweede plek eindigden. Kenmerkend voor het seizoen was de spectaculaire reeks van overwinningen in de tweede seizoenshelft. Na speelronde vijftien van de dertig werden alle duels gewonnen op de laatste wedstrijd na.
In de Coupe de France 2012/13 bereikte ASM Belfort de laatste 32 door in de voorgaande ronde FC Sainte-Marguerite met 0−1 te verslaan. Hierin bleek Le Havre AC uiteindelijk te sterk. De wedstrijd eindigde in een 1−3 nederlaag waarvan twee doelpunten van Le Havre in blessuretijd vielen. Deze wedstrijd vond plaats in Stade Roger-Serzian en de 2450 supporters zorgden voor een nieuw recordaantal toeschouwers.

### Derde niveau (2015−2017)
In het seizoen 2014/15 schreef ASM Belfort − mede dankzij de jonge spelmaker Kévin Hoggas − geschiedenis. In mei 2015 was de club zeker van het kampioenschap in Groupe B van de CFA en promoveerde zodoende voor het eerst in haar historie naar de Championnat National. Vanwege de stap naar het (semi-)profvoetbal  werd de subsidie van de gemeente verhoogd naar 200.000 euro. Dit kreeg de club ter renovatie van de kleedkamers en ter professionalisering van de vereniging.
Tegen alle verwachtingen in stond de club in de winterstop bovenaan. De tweede seizoenshelft verliep voor ASM Belfort echter dramatisch. Er werden slechts twee van de achttien wedstrijden gewonnen. Dit resulteerde in een veertiende plaats aan het einde van het seizoen, slechts twee punten verwijderd van degradatie. In het daaropvolgende seizoen (2016/17) eindigde de club op de 18de en laatste plaats in de Championnat National, waardoor degradatie een feit was. 

### Recente jaren
In 2023 degradeerde de club uit de Championnat National 2. In 2024 werd op de allerlaatste speeldag een volgende degradatie voorkomen.

## Erelijst
| Nationaal | Regionaal |
| --- | --- |
| - Championnat de France amateur - Winnaar Groupe B : 2014/15 - Championnat de France Amateurs 2 - Winnaar Groupe B : 2006/07 | - Division d'Honneur Franche-Comté - Winnaar : 1949, 1960, 1968 (als ASP Belfort) 1972, 1974, 1976, 1998 (als ASM Belfort) - Coupe de Franche-Comté - Winnaar : 2007, 2009, 2011 |

## Bekende (ex-)spelers
- Famara Diedhiou
- Romain Hamouma (jeugd)
- Kévin Hoggas
- Francileudo Santos